# 台湾线柱兰
台湾线柱兰（学名：Zeuxine nervosa）为兰科线柱兰属下的一个种。

## 扩展阅读
- 維基物種上的相關：台湾线柱兰